# Elephantomyia vesca
Elephantomyia vesca är en tvåvingeart som beskrevs av Ribeiro och Souza Amorim 2002. Elephantomyia vesca ingår i släktet Elephantomyia och familjen småharkrankar. Inga underarter finns listade i Catalogue of Life.